# Jack Larson
Jack Edward Larson, né le 8 février 1928 et mort le 20 septembre 2015, est un acteur américain.

## Filmographie

### Cinéma
- 1952 : Les Vainqueurs de Corée (Battle Zone) de Lesley Selander : caporal James O'Doole
- 1954 : Romance sans lendemain (About Mrs. Leslie) de Daniel Mann : Buddy Boyd

### Télévision
- 2010 : New York, unité spéciale (saison 11, épisode 11) : Dewey Butler